# Diamantina Rodríguez
Diamantina Rodríguez (Villaxime, Quirós, Asturias, 14 de septiembre de 1920-Noreña, Asturias, 21 de abril de 2021) fue una cantante española, conocida artísticamente como Diamantina, una de las máximas exponentes de la tonada asturiana del Siglo XX.

## Biografía
Diamantina creció en un ambiente familiar donde existía afición musical a las canciones tradicionales asturianas. En su infancia escuchó en un gramófono la voz de la cantante Obdulia Álvarez, "La Busdonga", quien se convertiría en su referente. En 1932, con doce años, conoció al gaitero Argimiro Fernández con quien formó un dúo musical, ella tocando la pandereta, que recorría las fiestas patronales de la región. Cuatro años después, en 1936, Diamantina y Argimiro se casaron antes de que él participase en la Guerra civil española.
En 1939 se trasladó junto a su marido a Ribera de Arriba, donde inició su carrera musical como cantante de tonada asturiana. En 1948 obtuvo el segundo lugar en el concurso de canción tradicional realizado por el diario Región, siendo esta la primera vez que se presentaba a un certamen musical. Como jurado participaba José Menéndez Carreño “Cuchichi”, quien se convirtió en su maestro. En 1955 se volvió a presentar y ganó el primer puesto.
En 1950 se trasladó de forma definitiva a Mieres del Camino. La década de 1960 fue una época muy prolífica en presentaciones musicales y participación en diversos concursos regionales que acrecentaron su fama en Asturias. También pudo hacer giras en fiestas y conciertos en centros asturianos por diversas localidades de España. En 1968 integró la Compañía de Campeones de la Canción Asturiana Asturias Canta. En esta época hizo una aparición en la serie de televisión La casa de los Martínez de TVE.
En 1969 participó en el recopilatorio Asturias Patria Querida, tras el cual publicó varios, entre los que destacan su segundo disco, publicado en 1971 y que lo dedicó al cancionero de Eduardo Martínez Torner. Al año siguiente grabó La verde Asturias y en 1973 publicó Canciones Asturianas, que fue editado en dos discos. En 1981 grabó A las madres de los mineros.

## Premios y homenajes
El 30 de octubre de 1998 el Ayuntamiento de Oviedo aprobó bautizar una de las nuevas vías de La Corredoria como «Calle Diamantina Rodríguez».
El 1 de octubre de 2001 el Ayuntamiento de Quirós la nombró Hija Predilecta del concejo, honor que compartió con el músico Manuel Rodríguez Osorio, más conocido como Manolo Quirós.
En 2002 fue galardonada con la Medalla de Asturias, en la categoría de plata, distinción concedida por el Gobierno del Principado de Asturias, como reconocimiento a su trayectoria artística y su contribución a la recuperación del patrimonio musical asturiano.
Desde 2003 forma parte del jurado del Memorial Silvino Argüelles que concede los galardones a los diez mejores cantantes de tonada del año.
En 2005 la cantante Anabel Santiago presentó el disco homenaje Anabel Santiago canta a Diamantina Rodríguez.
El 31 de octubre de 2009 el Concejo de Mieres inauguró el Centru d’Estudios de l’Asturianada Diamantina Rodríguez, cuyo objetivo es la documentación, investigación y muestra de la l’asturianada, género de música tradicional asturiana.

## Discografía
Entre los álbumes más importantes que ha publicado están:
- La verde Asturias (1972)
- Canciones Asturianas (1973)
- A las madres de los mineros (1981)

### Recopilatorios
Además participó en los siguientes recopilatorios musicales:
- Lo mejor de Asturias (1965)
- Asturias Patria Querida (1969)
- Con voz de muyer (2004)

### Colaboraciones
También realizó colaboraciones como:
- De L.laciana vengo (2004), de Rosario González